# Plan B (película de 2019)
Plan B es una película de comedia romántica de 2019 escrita, dirigida y editada por el cineasta nigeriano Dolapo Adeleke. Está protagonizada por la actriz y productora keniana Sarah Hassan, Catherine Karanja y el actor nigeriano Daniel Etim Effiong.
Ganó el premio a la Mejor película de África Oriental en los premios Africa Magic Viewers Choice Awards (AMVCA) 2020.

## Sinopsis
Tras una ruptura con su novio Ethan (Lenana Kariba), Lisa Waweru (Sarah Hassan) fue a beber a un bar, donde conoció a un hombre. Fue una aventura de una noche y ella quedó embarazada. Después de cinco meses Lisa descubre que el hombre del que esta embarazada es el director ejecutivo nigeriano de una empresa con sede en Nairobi en África Oriental, Dele Coker (Daniel Etim Effiong). Junto a su amiga Joyce (Catherine Kamau Karanja), crean un plan perfecto para que Dele se haga cargo del embarazo.

## Elenco
- Sarah Hassan como Lisa
- Catherine Kamau Karanja como Joyce
- Daniel Etim Effiong como Dele Coker
- Lenana Kariba como Ethan
- Justin Mirichi como el abogado de Dele
- Chantelle Naisola como Mumbi
- Zarhaa Kassam como Sara
- Maina wa Ndungu como Doctor
- Mary Gacheri como la abuela de Lisa
- Patience Baraka como la prostituta de Dele
- Silas Ambani como PA de Dele
- Tracy Amadi como asistente de Boutique

## Producción
Fue producida por Lowladee en colaboración con Alfajiri Productions, una productora de Kenia.

## Lanzamiento
La película se estrenó el día de San Valentín de 2019. Se estrenó en NTV (Kenia) la noche anterior al lanzamiento mundial.